# Internet generativa
A Internet generativa é definida como uma rede de dispositivos conectados (computadores), que podem ser programados várias vezes (baixando software, por exemplo) para realizar tarefas as quais eles não foram programados para fazer princípio. O conceito de internet generativa é derivado do conceito de generatividade, que é definido como a capacidade de um sistema para produzir mudanças imprevistas através de contribuições não filtradas de públicos amplos e variados. A generatividade tecnológica descreve o caráter generativo da internet, que permite que pessoas não relacionadas aos fornecedores de um produto (como sites, e software) produzam conteúdo na forma de aplicativos, através de mashups e contribuições criadas por usuários e terceiros.

## Origem do conceito
As tecnologias generativas são aquelas com mais usos potenciais do que o criador poderia imaginar. Elas são gerais, reutilizáveis e muitas vezes inovadoras na forma em como eles são usadas. Tecnologias generativas incentivam a inovação e tendem a resultar na criação de novas tecnologias que a usam como base. Uma das tecnologias mais generativas da atualidade é a computação. A Internet também é uma tecnologia generativa. Na camada de conteúdo em cima da web, a Wikipedia é uma tecnologia generativa. O conceito de Internet generativa foi discutido pela primeira vez por Jonathan Zittrain, professor americano de Direito da Informática na Harvard Law School, é definida pelo mesmo como "a capacidade de um sistema de produzir mudanças imprevistas através de contribuições não filtradas de amplas e variadas audiências".

## Generatividade nos primórdios da Internet
O surgimento da generatividade na internet se deu com o aparecimento da própria internet, devido ao caráter de criação de conteúdo científico da mesma. O conceito de internet foi proposto com o intuito de conectar universidades americanas, para que cientistas de diversas universidades pudessem usar supercomputadores, para facilitar os extensivos cálculos necessários nas pesquisas desses cientistas. O custo de compra e manutenção de um supercomputador era alto na época, e nem todas as universidades possuíam verba suficiente para adquirir um. O compartilhamento de supercomputadores entre as universidades foi a solução encontrada pelos cientistas para suprir a crescente demanda do uso de supercomputadores, e esse compartilhamento foi realizado com a criação de uma rede que ligava os centros universitários que possuíam supercomputadores e universidades que não os possuíam. Essa rede, considerada como um dos primórdios da internet, foi chamada de ARPANET (sigla para Advanced Research Projects Agency Network, ou em português, Rede da Agência de Pesquisas em Projetos Avançados). Mais tarde, um grupo cientistas do CERN (sigla para Conseil Européen pour la Recherche Nucléaire, ou em português, Conselho Europeu para Pesquisa Nuclear), em especial o físico britânico Tim Berners-Lee, viram a necessidade de ter uma forma mais fácil e rápida de acessar pesquisas de outros cientistas que faziam pesquisas em áreas relacionadas, e dessa necessidades, foram feitos esforços que culminaram no começo da internet como conhecemos hoje. Podemos notar o caráter generativo da internet nos exemplos citados: a internet foi criada para promover a inovação científica, e foi desenvolvida com o esforço de cientistas trabalhando em conjunto em diferentes partes do mundo, ajudando no desenvolvimento científico. A generatividade na internet pode ser notada também nos primeiros esforços de sua criação; no início de seu desenvolvimento foi criada a IETF (Internet Engineering Task Force, ou em português Força Tarefa de Engenharia para Internet), entidade que é um grupo informal internacional aberto, com o objetivo de criar protocolos para a padronização das tecnologias utilizadas para o uso da internet. A generatividade da internet nesse caso se mostra na forma como as recomendações da IETF são propostas: são criadas RFC's (Request For Comments, em português, "pedido de comentários"), que são documentos técnicos desenvolvidos e mantidos pelo IETF e sua comunidade aberta de técnicos, agências, fabricantes, fornecedores e pesquisadores.

## Aplicações da Internet generativa
A generatividade da internet permite que várias pessoas criem e distribuam uma miríade de novos conteúdos (como programas de software por exemplo). A generatividade da internet possibilita que seus usuários se expressem
No campo do software, o exemplo mais importante é o de desenvolvimento open-source. Entre os projetos open-source, podemos listar a Wikipédia, e sistemas operacionais baseados em Linux.
A generatividade da internet permite também que vários trabalhos inovadores em áreas importantes se desenvolvam rapidamente em vários setores da atividade humana. No âmbito da educação, grandes projetos tem sidos desenvolvidos nesse aspecto. Os MOOC's(do inglês Massive Open Online Course) são iniciativas online, que contam com a participação de vários alunos, e professores de várias partes do mundo, que não precisam estar necessariamente ligados a entidades de ensino. Como exemplos de MOOC's podemos citar o Coursera e o Udacity.

## Princípios da generatividade
Alavancagem:

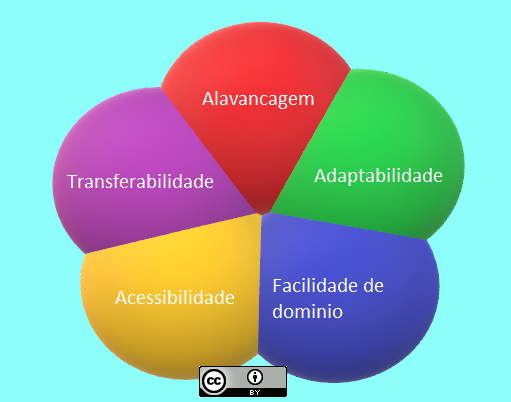
Pilares da Internet generativa.

A alavancagem refere-se à simplificação de tarefas difíceis, quanto maior alavancagem, mais fácil fica para realizar o esforço de criar modificações, ou atualizações pelos usuários. A alavancagem não é apenas um fator de sistemas generativos. Os sistemas não generativos também podem oferecer alavancagem, a diferença é que, diferentemente dos sistemas generativos, que por natureza são open-source, e podem ter aspectos modificados por terceiros, em sistemas generativos essas modificações só podem ser feitas pela empresa.
Adaptabilidade:
A adaptabilidade refere-se à facilidade com que um sistema pode ser construído ou modificado para ampliar sua gama de usos. Mas, nem todos os sistemas que têm grande aproveitamento têm grande capacidade de adaptação. Alguns sistemas podem ser altamente alavancados, enquanto que apenas são adequados para uma gama limitada de aplicativos. A adaptabilidade permite que o sistema ou aplicação seja utilizado em inúmeras tarefas, não obrigatoriamente ligadas com o propósito da aplicação original, o que permite uma alta difusão da aplicação.
Facilidade de domínio:
A facilidade de domínio refere-se ao quanto uma tecnologia é fácil de usar e entender para um público amplo. Quando muitos usuários, de várias regiões demográficas diferentes no mundo podem facilmente usar e entender uma tecnologia, ela é considerada fácil de dominar. Mas, nem todas as tecnologias que têm alavancagem e adaptabilidade são fáceis de aprender. Certas tecnologias requerem habilidades aprendidas através de cursos de ensino superior. Como exemplo de aplicações com alta facilidade de domínio, podemos citar servidores de blogs, como Blogger,  Tumblr, e Vix por exemplo, em que não é requerido ao usuário nenhum conhecimento de linguagens de programação para fazer uma publicação, ou de conhecimentos de web design, para fornecer o visual desejado pelo usuário.
Acessibilidade:
A acessibilidade refere-se ao quando uma tecnologia permite acesso facilmente obtido junto com as ferramentas e informações necessárias para dominá-lo. Quanto mais facilmente acessível é uma tecnologia, mais generativa pode ser. A facilidade de obtenção para uma tecnologia pode ser visto por exemplo na Wikipédia, onde o acesso para criar publicações é fácil, e todas as informações necessárias para criar uma publicação estão contidas no próprio site.
Transferibilidade:
A transferibilidade faz com que mudanças fáceis em uma tecnologia possam ser transmitidas para outros. Uma tecnologia que tenha boa transferibilidade será transmitida aos menos qualificados com a mesma facilidade para aqueles que são mais altamente qualificados.

## Vantagens da Internet generativa
Quando uma tecnologia é generativa, com os cinco fatores maximizados, torna-se mais fácil para um sistema ou plataforma receber contribuições de pessoas de dentro do projeto no qual está sendo trabalhado e de pessoas de fora. Esses contribuidores internos e externos aprimoram a tecnologia ou criam algo que atrai a atenção ou é útil para um público amplo. A generatividade da internet produz aplicações em diversas áreas, em vez de se concentrar no público geral, como as empresas tradicionais. Essas aplicações se concentram em muitos públicos de nicho. De acordo com Chris Anderson, um dos autores do conceito Cauda Longa, há mais dinheiro a ser feito nos muitos públicos de nicho. Um exemplo disso é a Amazon. Como a internet eliminou o fator de distância das vendas, as pessoas em qualquer lugar do mundo podem comprar as coisas que eles gostam, bem como ver a opinião de outros usuários que compartilham seus mesmos interesses na internet. A generatividade do modelo de negócios Cauda Longa permite obter lucros maiores por causa da variedade de grupos de nicho que compartilham seus interesses uns com os outros. A internet generativa também serve como uma grande instrumento de fomento de novas ideias, muitas dessas ideias vem a se tornar startups, gerando conteúdo e aplicações úteis a usuários em áreas diversas. Como exemplo dessas startups criadas a partir do conceito de internet generativa, podemos citar o Docker , uma plataforma para aplicativos distribuídos que permite aos desenvolvedores e administradores de sistemas criar, enviar e executar aplicativos distribuídos, e também a InfluxData, startup que atua ajudando empresas a armazenar e analisar dados críticos de séries temporais.

## Desvantagens da Internet generativa e como os resolver: o caso Wikipedia
Os sistemas generativos são poderosos e valiosos, não só porque eles promovem a produção de aplicações úteis como navegadores da Web, aplicações para conversas à distância, também conhecidos como VoIP, e enciclopédias gratuitas, mas também porque possibilitam que um número bastante grande de usuários criem formas novas de se expressar, de arte ou de criar aplicativos e trabalhar colaborativamente com pessoas de todo o mundo. Todas essas características podem fazer com que a internet generativa seja bastante bem sucedida, especialmente porque, no conceito de internet generativa não há coordenação nem controle central. Esse sucesso atrai novos participantes para o sistema generativo. Porém, a flexibilidade e o poder computacional que torna a internet generativa tão atraente, e de fácil acesso ao usuário, não são, no entanto, sem riscos. Os sistemas e aplicações provenientes da internet generativa são construídos com a noção de que eles nunca estão completamente finalizados, que eles ainda têm muitas funcionalidades a serem adicionadas, e que os usuários podem confiar na boa fé de de terceiros para criar soluções com bons usos e compartilhá-los. Multiplicar as violações dessa confiança pode ameaçar os próprios fundamentos da internet generativa.
Por ser, por definição aberta, a internet generativa leva a questionamentos sobre problemas de cibersegurança: como no desenvolvimento open-source usuários podem contribuir com os projetos, e programas na internet, nada impede que um usuário mal intencionado insira código malicioso em um aplicação, o que pode passar desapercebido por muitos, e causar vários prejuízos pessoais e financeiros. O problema da cibersegurança na internet generativa desafia as soluções consideradas fáceis, pois qualquer uma delas irá prejudicar a essência generativa da internet e do computadores. Códigos maliciosos surgem como um efeito colateral da generatividade, pelo seu caráter Open-source. Com a ocorrência de malwares em computadores de usuários, os consumidores em geral provavelmente rejeitarão computadores generativos em favor de aparelhos proprietários seguros, e voltados a um fim específico, como gravadores de vídeo digital, celulares, e consoles de videogames, por serem aplicações otimizadas específicas, e não poderem ser modificados por usuários ou terceiros, o que não é desejável.
Um caso particular a se analisar, em relação aos problemas que a  generatividade pode trazer é a Wikipédia. Embora a Wikipédia tenha começado como completamente livre (em todas as definições da palavra), à medida que crescia teve que fazer exceções para manter a eficiência. A Wikipedia começou como, e ainda é uma ferramenta generativa, porque é considerada um bem público produzido ao custo marginal de zero. Quando a Wikipédia começou, permitiu que qualquer pessoa editasse ou criasse em seu banco de dados de artigos. Isso permitiu um ambiente de conteúdo abundante em uma diversidade de assuntos. Essencialmente, a Wikipédia não tinha muitas regras definidas, poderia ser moderada por qualquer pessoa na internet. Porém, tempos depois, constatou-se a necessidade de se fazer exceções em relação a regulação do conteúdo, para manter a eficiência da enciclopédia online. A Wikipédia começou a limitar o poder dos usuários no site. Agora nem todos poderiam editar artigos no banco de dados. As edições também deveriam ser justificadas. Agora havia regras estabelecidas para um número máximo de edições, chamado "Regra das Três Reversões" para que os usuários não pudessem ter "Guerras de Edições". A Wikipédia também tinha um sistema de classificação que mostrava a credibilidade de uma pessoa na Wikipédia usando estrelas. Essas estrelas não verificam credenciais na vida real. Certos artigos da Wikipédia foram agora bloqueados por serem editados pelo público para evitar que os artigos sejam vandalizados. Embora a Wikipédia seja livre e generativa, teve que fazer algumas exceções para manter sua eficiência como uma enciclopédia "respeitável".